# Parpan
Parpan (toponimo tedesco; in romancio Parpaun , in italiano Parpona, desueti) è una frazione di 242 abitanti del comune svizzero di Churwalden, nella regione Plessur (Canton Grigioni).

## Storia

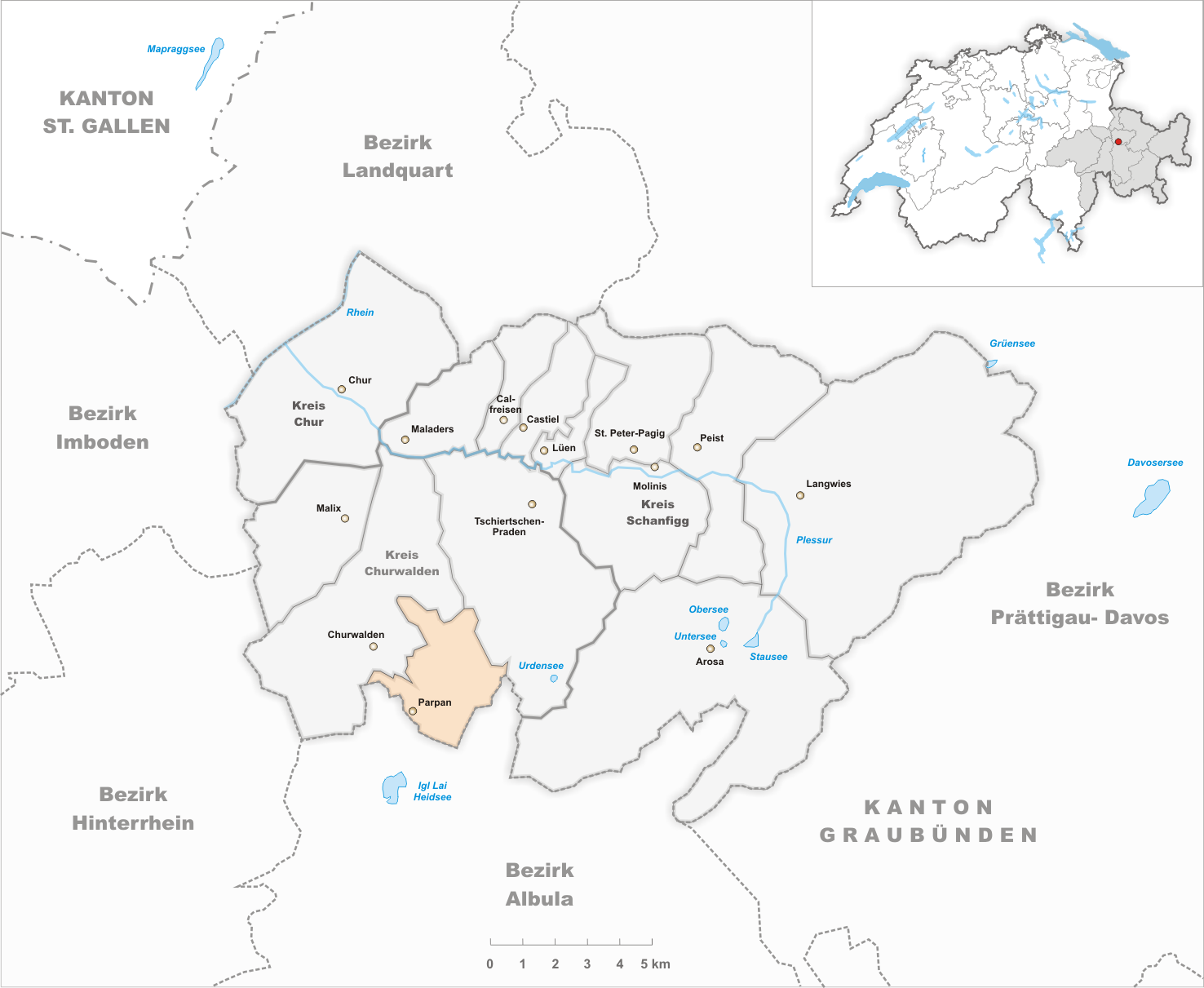
Il territorio del comune di Parpan prima degli accorpamenti comunali del 2010

Già comune autonomo che si estendeva per 9,29 km², il 1º gennaio 2010 è stato accorpato al comune di Churwalden assieme all'altro comune soppresso di Malix.

## Monumenti e luoghi d'interesse
- Chiesa riformata di San'Anna, eretta nel XV-XVI secolo[1];
- Castello di Parpan (Schlössli), costruito nel XVI secolo da Hartmann von Hartmannis[3].

## Società

### Evoluzione demografica
L'evoluzione demografica è riportata nella seguente tabella:
Abitanti censiti

### Lingue e dialetti
Già paese di lingua romancia, è stato germanizzato nel XVI secolo.

## Economia
Parpan è una località di villeggiatura estiva (sviluppatasi a partire dalla fine del XIX secolo) e invernale (stazione sciistica sviluppatasi dal 1953).

## Sport

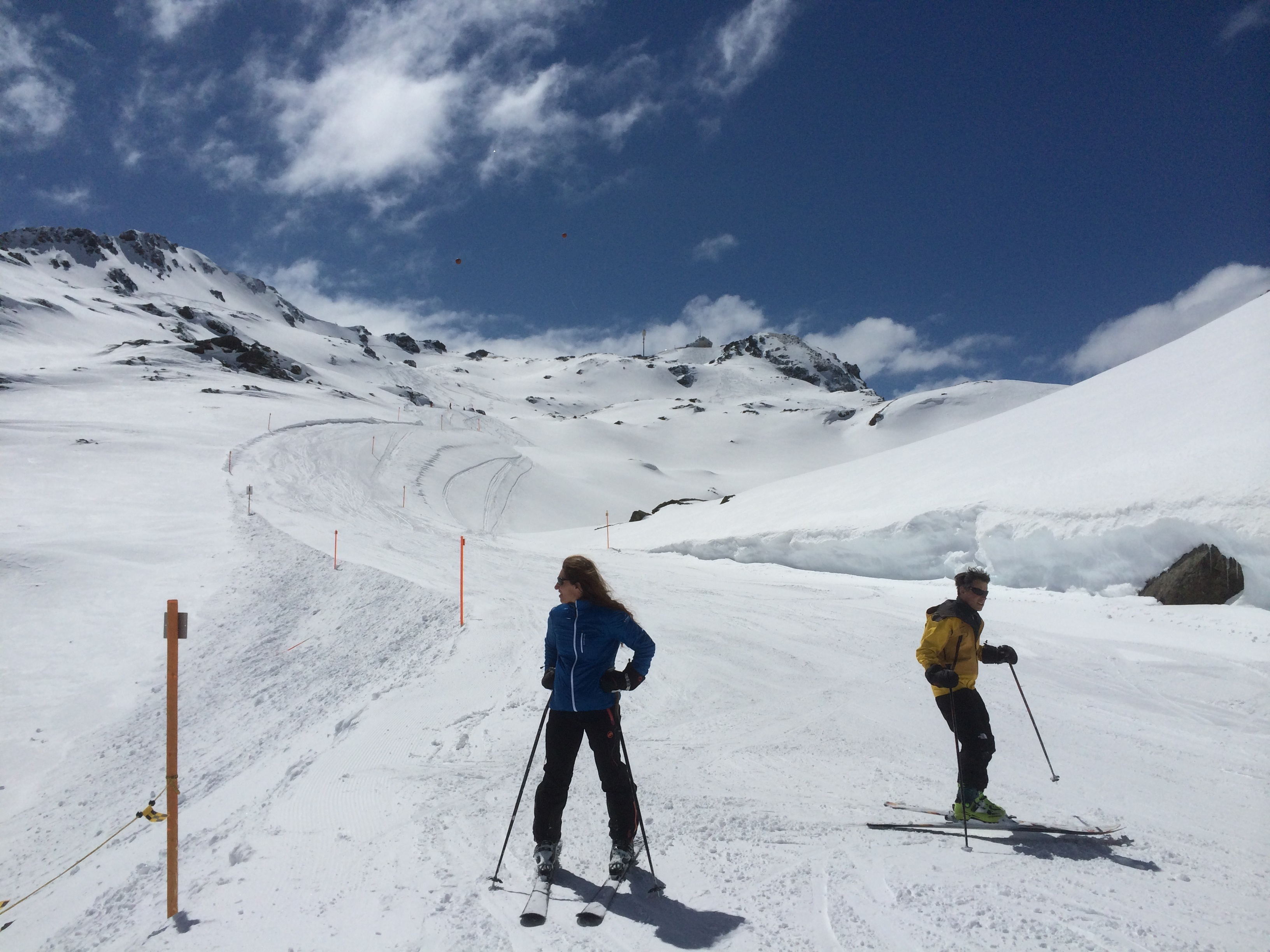
Piste sciistiche sul Parpaner Rothorn

Stazione sciistica, ha ospitato alcune tappe della Coppa del Mondo di sci alpino.